# Nuculana tenuisulcata
Nuculana tenuisulcata – gatunek małża morskiego należącego do podgromady pierwoskrzelnych.
Muszla wielkości około 1,3 cm, bardzo cienka na przekroju poprzecznym, kształtu wydłużonego, zwykle dwukrotnie dłuższa niż szersza. Jeden koniec owalny drugi szpiczasty. Kolor muszli żółto-zielony, wnętrze białe. 
Siedliskiem jest muł wód płynących. Są rozdzielnopłciowe, bez zaznaczonych różnic płciowych w budowie muszli. Odżywiają się planktonem oraz detrytusem.
Występuje w Ameryce Północnej.